# Kamiel Van Damme
Kamiel Van Damme, né le 17 décembre 1943 à Malines, est un footballeur belge devenu entraîneur.

## Biographie
Kamiel Van Damme réalise la majeure partie de sa carrière de footballeur au KV Malines, dans les années 1960 et 1970 avant de jouer pour K Berchem Sport puis Sportief Rotselaar. 
En 1978 il est recruté comme entraîneur-joueur au KFC Dessel Sport, avant de faire son retour à Malines comme entraîneur lors de la saison 1981-1982. 